# Twelve Carat Toothache
Twelve Carat Toothache — четвертий студійний альбом американського репера та співака Post Malone, представлений 3 червня 2022 року під лейблами Mercury Records і Republic Records. Платівка містить 14 пісень, на яких можна також почути Родді Річа, Дожу Кет, Gunna, Fleet Foxes, The Kid Laroi та The Weeknd. Делюкс версію альбому випущено 7 червня 2022 року, до якого увійшли дві додаткові пісні.
Перед виходом «Twelve Carat Toothache» вийшло три сингли: «One Right Now», «Cooped Up» та «I Like You (A Happier Song)». Платівка отримала позитивні відгуки від музичних критиків та стала комерційним успіхом, дебютувавши на 2 позиції у американському чарті Billboard 200.

## Список пісень
| Стандартне видання | Стандартне видання                                 | Стандартне видання |
| #                  | Назва                                              | Тривалість         |
| ------------------ | -------------------------------------------------- | ------------------ |
| 1.                 | «Reputation»                                       | 4:08               |
| 2.                 | «Cooped Up» (за уч. Родді Річа)                    | 3:05               |
| 3.                 | «Lemon Tree»                                       | 4:03               |
| 4.                 | «Wrapped Around Your Finger»                       | 3:14               |
| 5.                 | «I Like You (A Happier Song)» (за уч. Дожі Кет)    | 3:13               |
| 6.                 | «I Cannot Be (A Sadder Song)» (за уч. Gunna)       | 2:50               |
| 7.                 | «Insane»                                           | 2:50               |
| 8.                 | «Love/Hate Letter to Alcohol» (за уч. Fleet Foxes) | 3:04               |
| 9.                 | «Wasting Angels» (за уч. the Kid Laroi)            | 4:03               |
| 10.                | «Euthanasia»                                       | 2:26               |
| 11.                | «When I'm Alone»                                   | 3:15               |
| 12.                | «Waiting for a Miracle»                            | 2:22               |
| 13.                | «One Right Now» (за уч. the Weeknd)                | 3:12               |
| 14.                | «New Recording 12, Jan 3, 2020»                    | 1:33               |
| 43:18              |                                                    |                    |

| Додаткові пісні делюкс версії | Додаткові пісні делюкс версії | Додаткові пісні делюкс версії |
| #                             | Назва                         | Тривалість                    |
| ----------------------------- | ----------------------------- | ----------------------------- |
| 15.                           | «Waiting for Never»           | 3:16                          |
| 16.                           | «Hateful»                     | 2:58                          |
| 49:35                         |                               |                               |

## Чарти
| Чарт (2022)                                        | Найвища позиція |
| -------------------------------------------------- | --------------- |
| Австралія Australian Albums (ARIA)                 | 2               |
| Австрія Austrian Albums (Ö3 Austria)               | 6               |
| Бельгія Belgian Albums (Ultratop Flanders)         | 7               |
| Бельгія Belgian Albums (Ultratop Wallonia)         | 17              |
| Канада Canadian Albums (Billboard)                 | 1               |
| Чехія Czech Albums (ČNS IFPI)                      | 8               |
| Данія Danish Albums (Hitlisten)                    | 2               |
| Нідерланди Dutch Albums (MegaCharts)               | 2               |
| Фінляндія Finnish Albums (Suomen virallinen lista) | 4               |
| Франція French Albums (SNEP)                       | 27              |
| Німеччина German Albums (Offizielle Top 100)       | 10              |
| Ірландія Irish Albums (OCC)                        | 3               |
| Italian Albums (FIMI)                              | 11              |
| Japanese Hot Albums (Billboard Japan)              | 89              |
| Lithuanian Albums (AGATA)                          | 6               |
| New Zealand Albums (RMNZ)                          | 2               |
| Норвегія Norwegian Albums (VG-lista)               | 1               |
| Польща Polish Albums (ZPAV)                        | 32              |
| Португалія Portuguese Albums (AFP)                 | 34              |
| Шотландія Scottish Albums (OCC)                    | 49              |
| Іспанія Spanish Albums (PROMUSICAE)                | 11              |
| Swedish Albums (Sverigetopplistan)                 | 3               |
| Швейцарія Swiss Albums (Schweizer Hitparade)       | 6               |
| Велика Британія UK Albums (OCC)                    | 3               |
| Велика Британія UK R&B Albums (OCC)                | 2               |
| США Billboard 200                                  | 2               |
| США Top R&B/Hip-Hop Albums (Billboard)             | 1               |

## Історія випуску
| Регіон | Дата           | Лейбл(и)         | Формат(и)                        | Видання    | Посилання |
| ------ | -------------- | ---------------- | -------------------------------- | ---------- | --------- |
| Різні  | 3 червня 2022  | Mercury Republic | CD цифрове завантаження стримінг | Стандартне | [ 40 ]    |
| Різні  | 7 червня 2022  | Mercury Republic | Цифрове завантаження стримінг    | Делюкс     | [ 41 ]    |
| Різні  | 24 червня 2022 | Mercury Republic | Касета                           | Стандартне | [ 42 ]    |
| Різні  | 10 лютого 2023 | Mercury Republic | Вініл                            | Стандартне | [ 43 ]    |